# Église Saint-Pierre-et-Saint-Paul de Ribnica
Monastère de Ribnica
Pour les articles homonymes, voir Église Saint-Pierre-et-Saint-Paul.
L'église Saint-Pierre-et-Saint-Paul de Ribnica (en serbe cyrillique : Црква Светих Петра и Павла у Паштрићу ; en serbe latin : Crkva Svetih Petra i Pavla u Paštriću) est une église orthodoxe serbe serbe située à Paštrić, dans la municipalité de Mionica et dans le district de Kolubara en Serbie. Elle est inscrite sur la liste des monuments culturels protégés de la république de Serbie (no SK 1598),,,,.
L'église a été classée en même temps et sous le même numéro d'inventaire que la vieille école de Paštrić située à proximité.

## Présentation

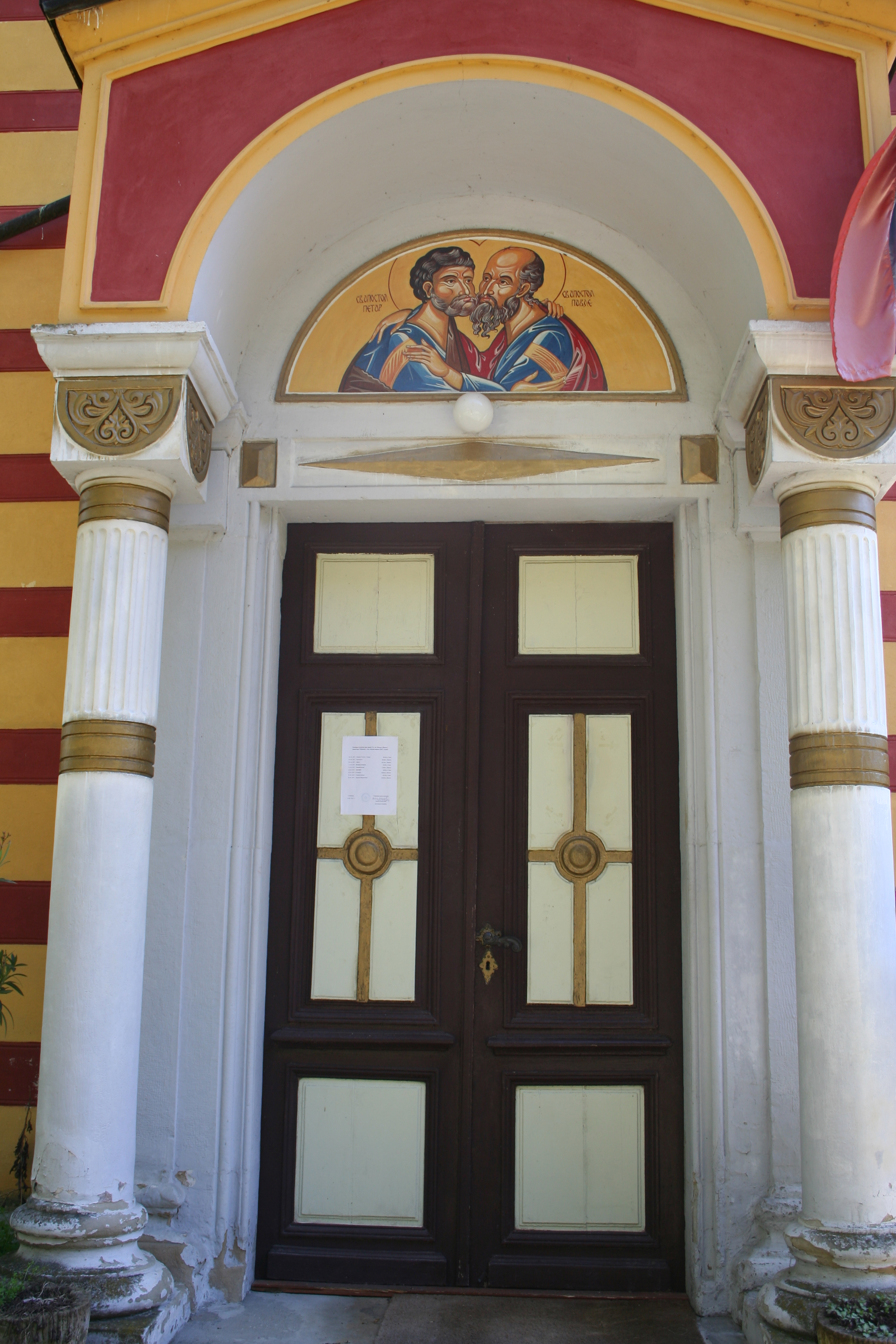
Détail de l'entrée.

La mention la plus ancienne du monastère de Ribnica remonte à 1832 mais son église remontait à 1657. Au temps de la révolte de la krajina de Koča (1788), l'église a été incendiée et reconstruite au XIXe siècle, notamment par le prince Jovica Milutinović en 1823. L'église actuelle a été édifiée en 1909 selon un projet de l'architecte Svetozar Ivačković.
L'église est construite sur le plan d'une croix grecque, avec l'abside du chœur et des espaces marqués pour la proscomidie et le diakonikon à l'est, au nord et au sud. À l'ouest se trouve un court narthex avec deux niches dont l'une abrite un escalier conduisant à une galerie. À l'origine, l'édifice était surmonté d'un dôme. Le portail occidental est protégé par un porche soutenu par deux colonnes. L'édifice est constitué de briques enduites de mortier. La décoration des façades est faite d'une alternance de bandes horizontales rouges et jaunes.